# Balla István (iparművész)
Balla István (Budapest, 1962. június 15. –)  MSZOSZ-díjas és Nógrád Vármegyéért-díjas bőrész-iparművész, a mohorai Tolnay Klári Emlékház alapítója és az azt működtető Tolnay Klári Kulturális és Művészeti Egyesület elnöke, Mohora község díszpolgára. Az Anyanyelvi Kultúránkért Alapítvány alapító, kuratóriumi tagja.

## Életpályája
Balla István Budapesten született. A Simon Ferenc Bőripari Szakközépiskolában érettségizett, majd ezt követően három évig gyakornok volt az Iparművészeti Vállalatnál, ahol iparművészektől leshette el a szakma fortélyait. Idővel tanulmányutakat tett Európa számos országában. Fél évig Strasbourgban tanult japán textilfestészetet, Romániában pedig az ortodox ikonfestészetet tanulmányozta. Mexikóban a tradicionális festészettel foglalkozott. Az iparművészet több ágazatából nyert tudását egyesítette, saját technikákat kialakítva. Művészetét bőrészetnek keresztelte. Eleinte rusztikus felületű bőrikonokat készített. Makrisz Agamemnon szobrászművész mesterétől a fémszobrászatot tanulta, amit a bőrészetben szintén felhasznált, eljött a bőrszobrok korszaka. Ezt számos stílus és korszakváltás követte, Balla István bőrész munkáit immár több mint 150 hazai, illetve külföldi kiállításon láthattuk Belgiumtól a Stefánia palotáig, a nagyvázsonyi Kinizsi Vár kápolnájától a Budapesti Operaház Királyi várójáig. Törökszentmiklóson, Tiszapüspökin és Mohorán nyári alkotótáborok keretében bőrművességet oktatott. Kimagasló iparművészeti és pedagógiai munkásságáért 2002-ben MSZOSZ-díjat kapott.
A színházrajongó művész egy kiállítása révén került közel Tolnay Klárihoz, akit egyik előadását követően felkeresett az öltözőjében, hogy felkérje közelgő kiállításának megnyitására. A Művésznő örömmel tett eleget a kérésnek. "Majd elvállalta egy második kiállításom megnyitását is, én pedig az azt követő fogadáson elé álltam és megkértem, ajándékozzon nekem egy általa kiválasztott személyes emléket. Nem egy nagy értékű dologra gondoltam, hanem valami olyanra, ami tényleg közel áll hozzá. Elmentünk a lakására, és nekiláttunk válogatni. Mutatott mindenfélét, képeket, dísztárgyakat, de egyik sem fogott meg igazán. És akkor egy „Nesze, ez jó lesz?” felkiáltással a kezembe nyomta a babakori első kiscipőjét. Tulajdonképpen az egész emlékháznak ez a rézszegekkel kirakott, csontgombos, selyemmasnis, szattyánbőr cipőcske adta a kiindulási alapját. Amikor egy ilyen értéket kap az ember valakitől, az már kötelez bizonyos dolgokra." Archiválva 2020. július 1-i dátummal a Wayback Machine-ben
E babacipő arra inspirálta Balla Istvánt, hogy a művésznő közelgő 80. születésnapjára egy életmű-kiállítással köszöntse őt. A kiállítás megnyitását több éven keresztül tartó kutatómunka előzte meg. Tolnay Klári személyes archívumából családi ereklyék, színház- és filmtörténeti relikviák, a Madách Színház és a Nemzeti Színház jelmez- és díszlettárából, archívumából nagy sikereket idéző fotók és jelmezek kerültek a gyűjteménybe. A tárlat először, Tolnay Klári jelenlétében a Várszínház galériájában nyílt meg, majd 1994-től 1999-ig gyakorlatilag körbeutazta az országot. A gyűjtemény végül Mohorán, Tolnay Klári gyermekkora színhelyén, egykori családi kúriájától nem messze talált otthonra. Balla István 2000-ben megalapította a Tolnay Klári Kulturális és Művészeti Egyesületet, majd létrehozta művésznő szellemi hagyatékát ápoló Tolnay Klári Emlékházat Mohorán, melyet Mádl Ferenc köztársasági elnök. Balla István és családja azóta is ápolja a feledhetetlen színészkirálynő emlékét.
A Tolnay Klári Emlékház működtetése kulturális misszióvá magasztosult. Az Emlékház 25 éve őrzi Tolnay Klári szellemi és művészi hagyatékát. Nógrád vármegye életében fontos szerepet tölt be, megkerülhetetlen kulturális és művészeti fórum; rendezvényei, kiállításai és koncertjei a magyar művészvilág nagyjait vonzza a vármegyébe.
2003-ban a Tolnay Klári Kulturális és Művészeti Egyesület működéséért Szontágh Pál díjat kapott. 2021-ben a Tolnay Klári Emlékház "Nógrádikum" díjban, majd 2022-ben a Magyar Művészeti Akadémia Színházművészeti Tagozatának elismerő kitűntetésében részesült.